# Kepler-296 f
Kepler-296 f, noto anche come KOI 1422.04, è un pianeta extrasolare orbitante intorno a una componente della stella binaria Kepler-296, situata a circa 737 anni luce dalla Terra. Scoperto nel 2014 assieme ad altri 4 pianeti orbitanti attorno alla stella, si tratta probabilmente di una super Terra. È il pianeta più esterno dei cinque scoperti, ed è anch'esso, come Kepler-296 e, situato nella zona abitabile del sistema.

## Caratteristiche
Non è completamente chiaro se il pianeta, così come gli altri del sistema, orbiti attorno alla stella principale, anche se questa appare l'ipotesi più probabile; uno studio pubblicato nel 2022 ha rivisto le proprietà delle due stelle del sistema, e questo comporta una diversa stima delle proprietà dei pianeti, come le dimensioni e la radiazione che essi ricevono dalla stella attorno alla quale orbitano. Secondo questo studio, di K. Sullivan e A. L. Kraus, questo pianeta ha una raggio di 1,44 r⊕ se orbitasse attorno alla stella principale, e quindi rientrerebbe nella categoria delle super Terre, mentre se fosse in orbita attorno alla secondaria il suo raggio sarebbe il doppio di quello terrestre, e in tal caso si tratterebbe probabilmente di un nano gassoso, in quanto studi degli anni 2010 sostengono che pianeti con raggi superiori a 1,5-1,6 r⊕ siano avvolti da sostanziali involucri di elementi volativi come idrogeno ed elio e non avere quindi una superficie solida.
Assumendo che Kepler-296 f orbiti attorno alla stella principale si trova all'interno della zona abitabile ottimistica, dove le condizioni per sostenere acqua liquida in superficie sono presenti solo per una parte della vita della stella. Ricevendo il 49% della radiazione che riceve la Terra dal Sole la sua temperatura di equilibrio, che non tiene tuttavia conto dell'effetto serra generato da una densa atmosfera, è di 229 K; tuttavia se orbitasse invece attorno alla stella secondaria avrebbe una temperatura  di soli 165 K (-108 °C).